# Schmalhausenia
Schmalhausenia là một chi thực vật có hoa trong họ Cúc (Asteraceae).

## Loài
Chi Schmalhausenia gồm các loài: